# Solanes (Aramunt)
Solanes és una solana i una partida de camps de conreu de secà del terme municipal de Conca de Dalt, dins del territori de l'antic terme d'Aramunt, al Pallars Jussà.
Està situat al nord-est de les Eres d'Aramunt, en bona part envoltada per edificacions del mateix nucli de població. És al nord-oest de Casa Toà i al sud-est de Casa Valentí i de Casa Vicent, a ponent dels Mians.
Consta de poc més d'una hectàrea (1,3223) de terres de conreu, amb una combinació de secà i regadiu, a més de trossos de bosquina.